# Tliltocatl
Tliltocatl es un género de tarántulas de América del Norte que se separó de Brachypelma en 2020. También son tarántulas excavadoras de gran tamaño, pero no tienen las llamativas marcas rojas en las patas características de las especies de Brachypelma. Se encuentran predominantemente en México, aunque también hay algunas especies nativas de otros países de Centroamérica . El nombre se deriva de dos palabras náhuatl, "tlil", que significa "negro", y "tocatl", que significa "araña". La destrucción del hábitat y la recolección para el comercio de mascotas ha llevado a que esta especie y Brachypelma estén protegidas bajo las reglas de la Convención Internacional sobre el Comercio Internacional de Especies Amenazadas comenzando con B. smithi.

## Descripción
El largo y ancho del caparazón tienen medidas similares, aunque el esternón es más largo que ancho. El primer par de patas es el más largo, pero los cuatro pares tienen escópulas no divididas en el tarso . Los pelos estriduladores están presentes tanto en la cara retrolateral como en la prolateral del segundo segmento del pedipalpo, así como en el tercer segmento del primer par de patas. Los machos sexualmente maduros tienen dos apófisis tibiales, estando la cara retrolateral ligeramente curvada en el extremo. Comparten muchas características con las especies de Brachypelma, incluidos pelos estriduladores en las mismas ubicaciones. Ambos tienen pelos urticantes tipo I que rodean al tipo III en la parte posterior de su abdomen. Los bulbos palpales masculinos son similares, ambos con forma de cuchara en el extremo. Las hembras tienen una única espermateca fusionada con una placa base ausente o débilmente desarrollada. Las especies de Tliltocatl se pueden distinguir de las de Brachypelma por su coloración, especialmente evidente en la ausencia de anillos rojos en las patas. Las marcas rojas también están ausentes en el caparazón . Tienen pelos largos de color rojo o amarillento en el abdomen, espinas en las rótulas de ambos palpos y genitales de diferentes formas.

## Hábitat
Se encuentran en una gran variedad de hábitats, incluidos bosques caducifolios, selvas tropicales perennes y pastizales. Viven en madrigueras, comúnmente encontradas debajo de rocas, troncos y raíces de árboles. Algunas especies cavan madrigueras en tierras de cultivo y jardines. Este género de especies se encuentra tanto en las costas del Pacífico como en las del Atlántico, así como en el Golfo de México . Aunque son nativas de México y América Central, la distribución precisa es incierta debido al tráfico generalizado en el mercado de mascotas. T. Kahlenbergi sólo se conoce a partir de ejemplares enviados originalmente a Alemania desde Veracruz destinados a ser vendidos como mascotas. Mendoza y Francke construyeron un mapa de especímenes confirmados en 2020, y una distribución de México, Guatemala, Belice, Nicaragua y Costa Rica está respaldada por el Catálogo Mundial de Arañas. En el texto, Mendoza y Francke añaden Honduras y El Salvador.

## Taxonomía
Tliltocatl fue erigido por Mendoza y Francke en 2020, cuando estudios filogenéticos moleculares mostraron que Brachypelma consta de dos clados distintos. La clasificación anterior se basaba en la coloración, agrupando a aquellos con marcas rojas en las patas con Brachypelma y a aquellos con marcas rojas en el caparazón con Tliltocatl.
Un cladograma de máxima verosimilitud basado en un gen mitocondrial muestra a Tliltocatl bien separado de Brachypelma, con las relaciones internas de Tliltocatl como se muestra a continuación:
|  | Tliltocatl vagans                                                               |
|  |                                                                                 |
|  | \| \| Tliltocatl sabulosus \| \| \| \| \| \| Tliltocatl albopilosus \| \| \| \| |
|  |                                                                                 |
|  | Tliltocatl sabulosus                                                            |
|  |                                                                                 |
|  | Tliltocatl albopilosus                                                          |
|  |                                                                                 |

|  | Tliltocatl sabulosus   |
|  |                        |
|  | Tliltocatl albopilosus |
|  |                        |

|  | Tliltocatl vagans                                                               |
|  |                                                                                 |
|  | \| \| Tliltocatl sabulosus \| \| \| \| \| \| Tliltocatl albopilosus \| \| \| \| |
|  |                                                                                 |
|  | Tliltocatl sabulosus                                                            |
|  |                                                                                 |
|  | Tliltocatl albopilosus                                                          |
|  |                                                                                 |

|  | Tliltocatl sabulosus   |
|  |                        |
|  | Tliltocatl albopilosus |
|  |                        |

|  | Tliltocatl vagans                                                               |
|  |                                                                                 |
|  | \| \| Tliltocatl sabulosus \| \| \| \| \| \| Tliltocatl albopilosus \| \| \| \| |
|  |                                                                                 |
|  | Tliltocatl sabulosus                                                            |
|  |                                                                                 |
|  | Tliltocatl albopilosus                                                          |
|  |                                                                                 |

|  | Tliltocatl sabulosus   |
|  |                        |
|  | Tliltocatl albopilosus |
|  |                        |

|  | Tliltocatl vagans                                                               |
|  |                                                                                 |
|  | \| \| Tliltocatl sabulosus \| \| \| \| \| \| Tliltocatl albopilosus \| \| \| \| |
|  |                                                                                 |
|  | Tliltocatl sabulosus                                                            |
|  |                                                                                 |
|  | Tliltocatl albopilosus                                                          |
|  |                                                                                 |

|  | Tliltocatl sabulosus   |
|  |                        |
|  | Tliltocatl albopilosus |
|  |                        |

|  | Tliltocatl vagans                                                               |
|  |                                                                                 |
|  | \| \| Tliltocatl sabulosus \| \| \| \| \| \| Tliltocatl albopilosus \| \| \| \| |
|  |                                                                                 |
|  | Tliltocatl sabulosus                                                            |
|  |                                                                                 |
|  | Tliltocatl albopilosus                                                          |
|  |                                                                                 |

|  | Tliltocatl sabulosus   |
|  |                        |
|  | Tliltocatl albopilosus |
|  |                        |

|  | Tliltocatl vagans                                                               |
|  |                                                                                 |
|  | \| \| Tliltocatl sabulosus \| \| \| \| \| \| Tliltocatl albopilosus \| \| \| \| |
|  |                                                                                 |
|  | Tliltocatl sabulosus                                                            |
|  |                                                                                 |
|  | Tliltocatl albopilosus                                                          |
|  |                                                                                 |

|  | Tliltocatl sabulosus   |
|  |                        |
|  | Tliltocatl albopilosus |
|  |                        |

|  | Tliltocatl vagans                                                               |
|  |                                                                                 |
|  | \| \| Tliltocatl sabulosus \| \| \| \| \| \| Tliltocatl albopilosus \| \| \| \| |
|  |                                                                                 |
|  | Tliltocatl sabulosus                                                            |
|  |                                                                                 |
|  | Tliltocatl albopilosus                                                          |
|  |                                                                                 |

|  | Tliltocatl sabulosus   |
|  |                        |
|  | Tliltocatl albopilosus |
|  |                        |

|  | Tliltocatl vagans                                                               |
|  |                                                                                 |
|  | \| \| Tliltocatl sabulosus \| \| \| \| \| \| Tliltocatl albopilosus \| \| \| \| |
|  |                                                                                 |
|  | Tliltocatl sabulosus                                                            |
|  |                                                                                 |
|  | Tliltocatl albopilosus                                                          |
|  |                                                                                 |

|  | Tliltocatl sabulosus   |
|  |                        |
|  | Tliltocatl albopilosus |
|  |                        |

La posición de T. verdezi y T. kahlenbergi no pudo resolverse y el clado formado por T. vagans, T. sabulosus y T. albopilosus tenía un soporte interno débil. La distribución de las especies muestra cierta relación con el cladograma, con las tres especies del occidente de México, T. schroederi, T. Kahlenbergi y T. verdezi, separada del resto de especies del este de México y América Central .

## Especies
El género contiene siete especies:
- Tliltocatl albopilosus (Valerio, 1980) – Costa Rica
- Tliltocatl epicureanus (Chamberlin, 1925) – México
- Tliltocatl kahlenbergi (Rudloff, 2008) – México
- Tliltocatl sabulosus (FO Pickard-Cambridge, 1897) – Guatemala
- Tliltocatl schroederi (Rudloff, 2003) – México
- Tliltocatl vagans (Ausserer, 1875) (tipo) – México, Guatemala, Belice
- Tliltocatl verdezi (Schmidt, 2003) – México

### Nombre dudoso
- Tliltocatl alvarezi (Estrada-Alvarez, Guadarrama & Martínez, 2013) - México
- Tliltocatl andrewi (Schmidt, 1992) - Localidad desconocida
- Tliltocatl aureoceps (Chamberlin, 1917) - Estados Unidos o México